# الکساندر یانکوویچ
الکساندر جانکوویچ (انگلیسی: Aleksandar Janković؛ زادهٔ ۶ مهٔ ۱۹۷۲) بازیکن سابق فوتبال اهل صربستان است.
از باشگاه‌هایی که در آن بازی کرده‌است می‌توان به باشگاه فوتبال ستاره سرخ بلگراد و باشگاه فوتبال اسپورتینگ کانزاس‌سیتی اشاره کرد.